# Trachydoras paraguayensis
Trachydoras paraguayensis är en fiskart som först beskrevs av Eigenmann och Ward, 1907.  Trachydoras paraguayensis ingår i släktet Trachydoras och familjen Doradidae. Inga underarter finns listade i Catalogue of Life.